# محمد قاسم محمد النقيب
محمد قاسم محمد النقيب برلماني يمني، عضو في مجلس النواب، عن الدورة البرلمانية 2003-2009 والكتلة البرلمانية للمستقلين عن الدائرة الانتخابية رقم (26) بمحافظة عدن.
بإتفاق سياسي تمددت فترة المجلس لمدة عامين وتمددت لمدة عامين آخرين حتى 2013 حسب إتفاق المبادرة الخليجية .